# Missile gap

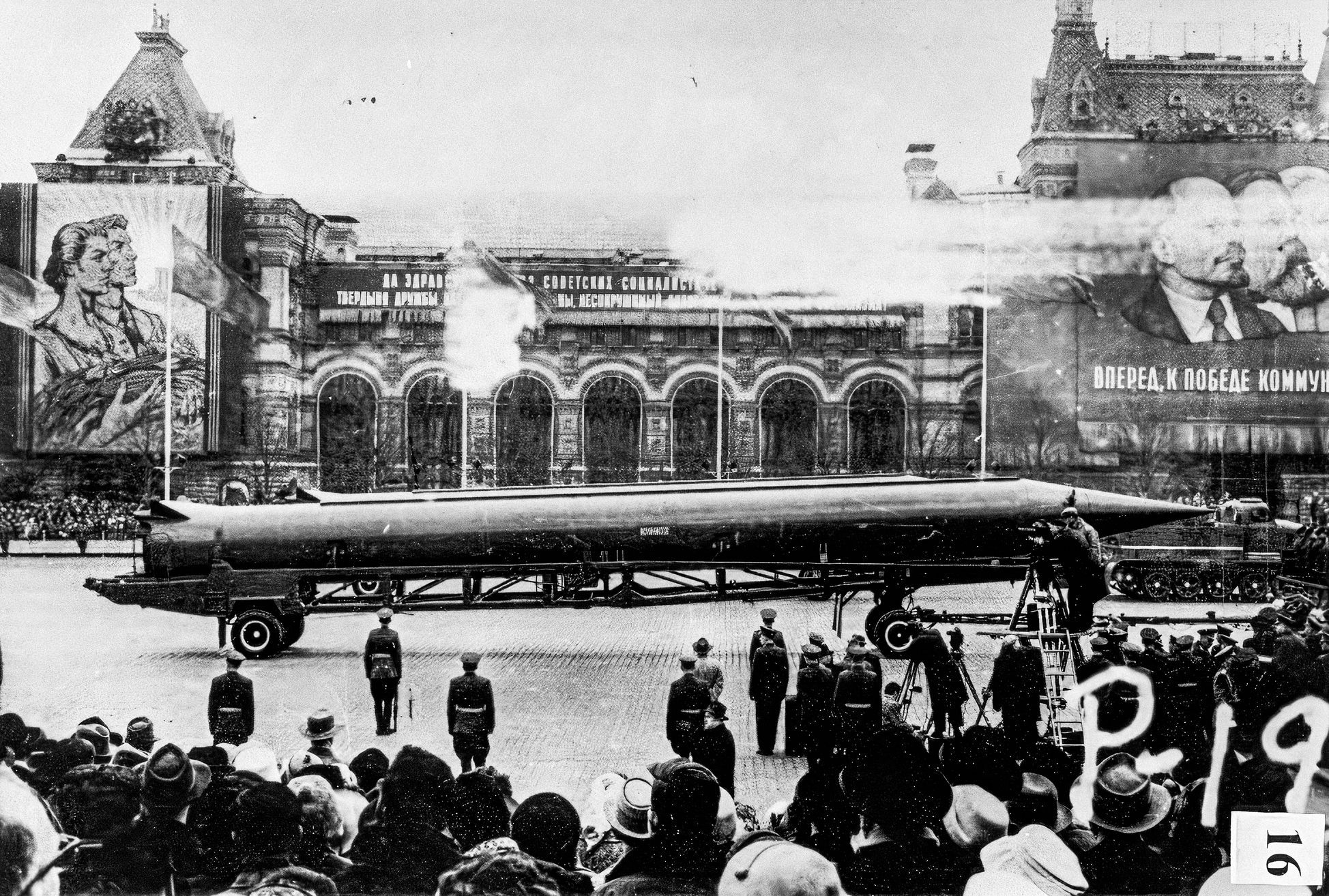
Un missile sovietico R-12 fotografato sulla Piazza Rossa Alcuni di essi vennero schierati a Cuba durante la crisi dei missili del 1962

Il termine missile gap (in italiano "divario missilistico") fu in uso negli Stati Uniti durante la guerra fredda, e in particolare sulla fine degli anni 1950, per indicare la percepita superiorità dell'Unione Sovietica riguardo al numero e della potenza dei propri missili balistici. In realtà si è potuto appurare che il divario negli arsenali missilistici delle due superpotenze non esisteva se non in alcune delle stime esagerate fatte dal Comitato Gaither nel 1957 e nei dati forniti dell’aeronautica degli Stati Uniti (USAF). Anche le informazioni contraddittorie della CIA sugli armamenti dell’URSS, che mostravano un chiaro vantaggio per gli Stati Uniti, erano molto al di sopra del conteggio reale.
Si ritiene che il termine sia stato introdotto da John F. Kennedy nel 1958 durante la campagna elettorale in corso in cui uno dei pilastri della sua retorica era che l'presidenza Eisenhower fosse debole in termini di difesa. Successivamente si apprese che Kennedy era stato informato della situazione reale durante la campagna, il che ha portato gli studiosi a chiedersi cosa sapeva Kennedy e quando lo sapeva. Si è ipotizzato che fosse consapevole fin dall'inizio della natura fittizia del gap missilistico e che lo usasse esclusivamente come strumento politico.